# Мюльбергер, Грегор
Грегор Мюльбергер (нем. Gregor Mühlberger, род. 4 апреля 1994 в Хайдерсхофене, Австрия) — австрийский профессиональный шоссейный велогонщик, выступающий за команду Мировогот тура «Bora-Hansgrohe». Чемпион Австрии 2017 года в групповой гонке.

## Достижения
2014
Чемпионат Австрии U23
1-й  Индивидуальная гонка
1-й  Групповая гонка
1-й  Гонка Карпатских Курьеров
1-й  Молодёжная классификация
1-й Этап 3 (ИГ)
1-й Трофей Виченцы
Чемпионат Австрии
2-й Индивидуальная гонка
2-й Групповая гонка
2-й Тур Верхней Австрии
1-й Этап 3
1-й Пролог Трофей Истрии
2015
1-й  Тур Верхней Австрии
1-й  Очковая классификация
1-й Этап 4
1-й  Гран-при Присницы
1-й  Очковая классификация
1-й Этап 2
1-й Гран-при Райффайзен
1-й Гран-при Изолы
2-й Джиро дель Бельведере
2016
2-й Чемпионат Австрии в групповой гонке
2-й Рад ам Ринг
2017
1-й  Чемпионат Австрии в групповой гонке
1-й Тур Кёльна
2018
2-й Трофео Льосета-Андрайч
5-й Trofeo Serra de Tramuntana
8-й БинкБанк Тур
1-й Этап 6
10-й Страде Бьянке

## Статистика выступлений

### Гранд-туры
| Гонка           | 2016 | 2017 | 2018 |
| --------------- | ---- | ---- | ---- |
| Джиро д'Италия  | —    | 41   | —    |
| Тур де Франс    | —    | —    | 76   |
| Вуэльта Испании | 114  | —    | —    |